# Étienne Clavière

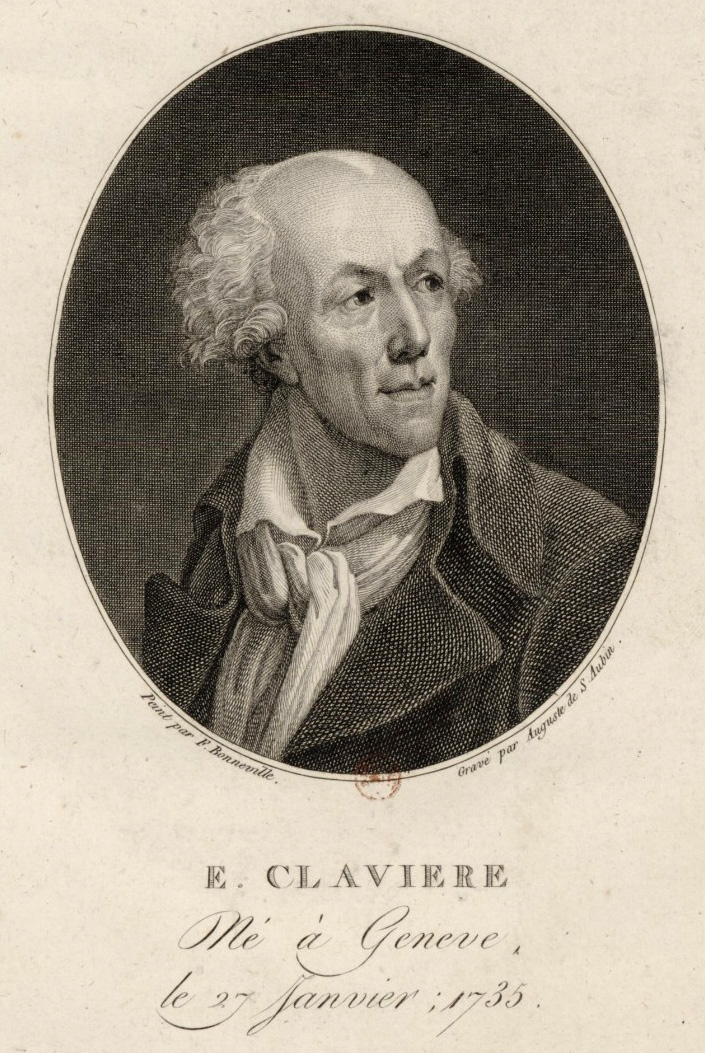
Étienne Clavière.

Étienne Clavière, född 27 januari 1735, död 8 december 1793, var en fransk politiker.
Clavière var född i Schweiz men utvisades därifrån och bosatte sig i Frankrike, där han under revolutionen spelade en framträdande roll, först som Mirabeaus medhjälpare och rådgivare. Han blev 1791 medlem av den lagstiftande församlingen, där han anslöt sig till girondisterna. År 1792 var Clavière finansminister i de girondistiska ministären. Han arresterades 1793 tillsammans med sina meningsfränder, men begick självmord innan hans avrättning hann verkställas. 
Clavière har utgett Foi publique envers les créansciers de l'état (1789).